# Stadionul Național Kazimierz Górski
Stadionul Național Kazimierz Górski (pronunție în poloneză [ˈstadʲjɔn narɔˈdɔvɨ], poloneză Stadion Narodowy im. Kazimierza Górskiego), cunoscut din motive de sponsorizare ca PGE Narodowy din 2015 (cu numele fiind adăugat în 2021), este un stadion de fotbal cu acoperiș retractabil situat în Varșovia, Polonia. Este folosit mai ales pentru concerte și meciuri de fotbal și este stadionul național al Poloniei.

## Evenimente găzduite

### Meciuri ale echipei naționale de fotbal a Poloniei
Pe 29 februarie 2012, cu 100 de zile înainte de starul Euro 2012, echipa națională de fotbal a Poloniei, a jucat meciul inaugural cu echipa națională de fotbal a Portugaliei terminat fără goluri.
| Nr | Competiție                                                    | Data              | Adversar      | Asistență | Rezultat | Maractori pentru Polonia                                                  |
| -- | ------------------------------------------------------------- | ----------------- | ------------- | --------- | -------- | ------------------------------------------------------------------------- |
| 1  | Amical                                                        | 29 februarie 2012 | Portugalia    | 53,179    | 0:0      | -                                                                         |
| 2  | Euro 2012                                                     | 8 June 2012       | Grecia        | 56,070    | 1:1      | Robert Lewandowski                                                        |
| 3  | Euro 2012                                                     | 12 June 2012      | Rusia         | 55,920    | 1:1      | Jakub Błaszczykowski                                                      |
| 4  | Amical                                                        | 12 October 2012   | Africa de Sud | 42,026    | 1:0      | Marcin Komorowski                                                         |
| 5  | Calificările pentru Campionatul Mondial de Fotbal 2014 (UEFA) | 17 October 2012   | Anglia        | 47,300    | 1:1      | Kamil Glik                                                                |
| 6  | Calificările pentru Campionatul Mondial de Fotbal 2014 (UEFA) | 22 March 2013     | Ucraina       | 55,565    | 1:3      | Łukasz Piszczek                                                           |
| 7  | Calificările pentru Campionatul Mondial de Fotbal 2014 (UEFA) | 26 March 2013     | San Marino    | 43,008    | 5:0      | 2 x Robert Lewandowski, Łukasz Piszczek, Łukasz Teodorczyk, Jakub Kosecki |
| 8  | Calificările pentru Campionatul Mondial de Fotbal 2014 (UEFA) | 6 September 2013  | Muntenegru    |           |          |                                                                           |

### Euro 2012
Stadionul a fost gazdă la Campionatul European de Fotbal 2012. Pe el s-au disputat trei meciuri din grupa A, un meci din sferturi de finală și un meci din semifinale.
Următoarele meciuri s-au jucat pe acest stadion în cadrul Campionatul European de Fotbal 2012:
| Data         | Ora (CEST) | Echipa #1 | Rezultat | Echipa #2  | Runda         | Marcatori                                       | Spectatori |
| ------------ | ---------- | --------- | -------- | ---------- | ------------- | ----------------------------------------------- | ---------- |
| 8 June 2012  | 18:00      | Polonia   | 1–1      | Grecia     | Grupa A       | Robert Lewandowski 17' Dimitris Salpingidis 51' | 56,070     |
| 12 June 2012 | 20:45      | Polonia   | 1–1      | Rusia      | Grupa A       | Alan Dzagoev 37' Jakub Błaszczykowski 57'       | 55,920     |
| 16 June 2012 | 20:45      | Grecia    | 1–0      | Rusia      | Grupa A       | Giorgos Karagounis 45+2'                        | 55,614     |
| 21 June 2012 | 20:45      | Cehia     | 0–1      | Portugalia | Quarter-final | Cristiano Ronaldo 79'                           | 55,590     |
| 28 June 2012 | 20:45      | Germania  | 1–2      | Italia     | Semi-final    | Mario Balotelli 20',36' Mesut Özil 90'+2 (pen.) | 55,540     |

### Fotbal american
On 15 iulie 2012, two weeks after the UEFA Euro 2012, the National Stadium hosted the VII SuperFinal PLFA (more commonly known as the Polish Bowl), the championship game of the Polish American Football League.

## Galerie de imagini

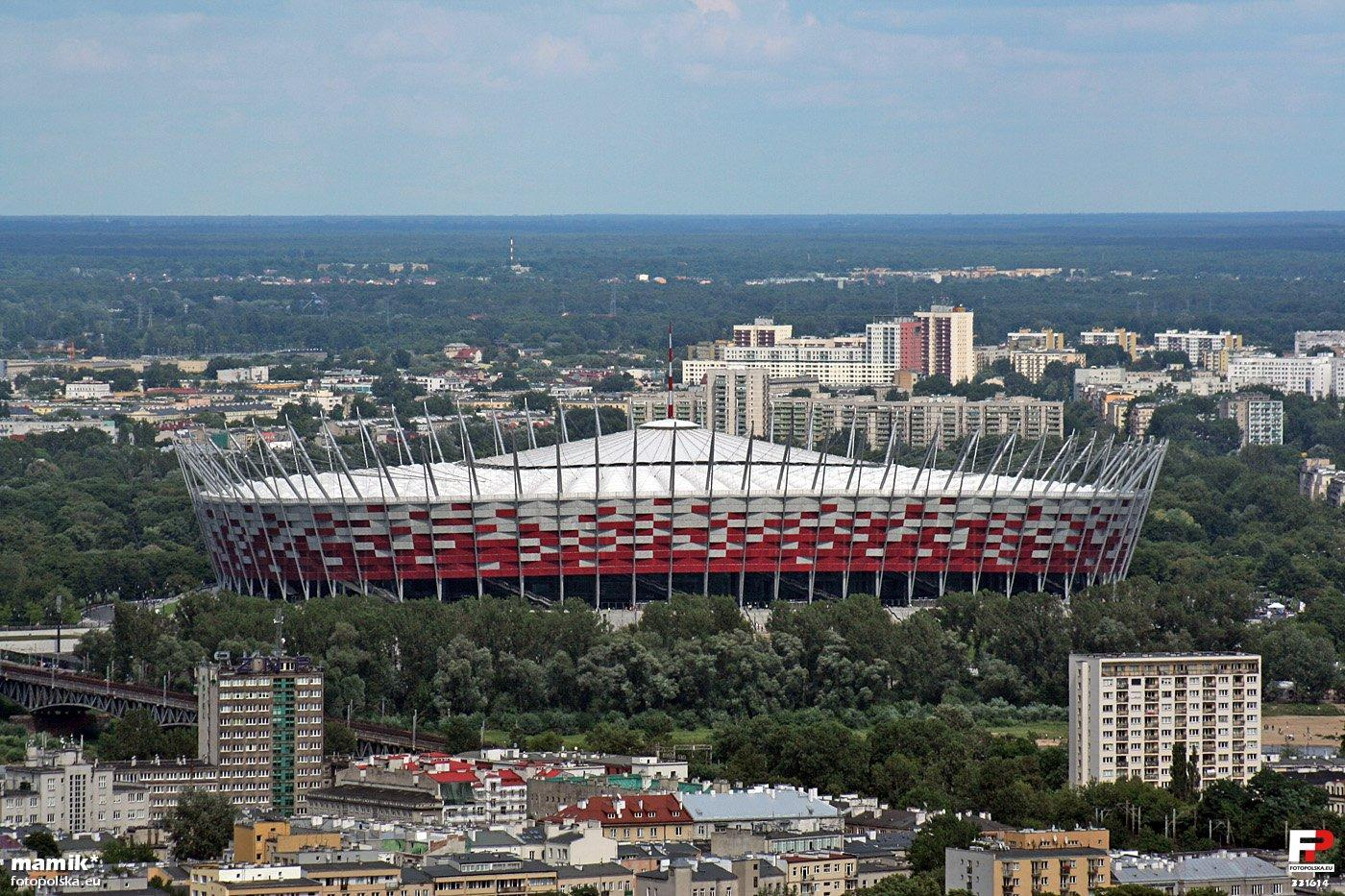
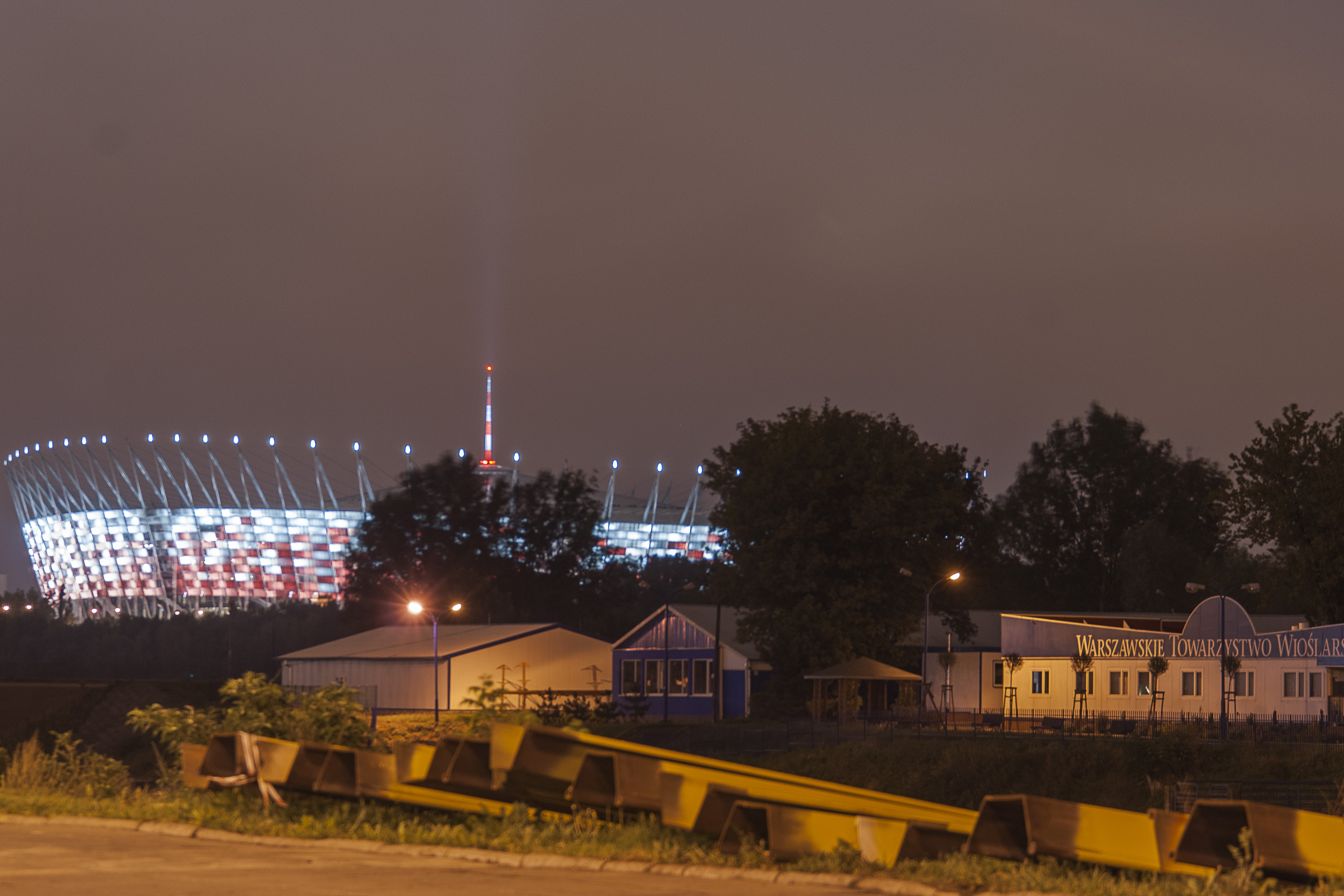
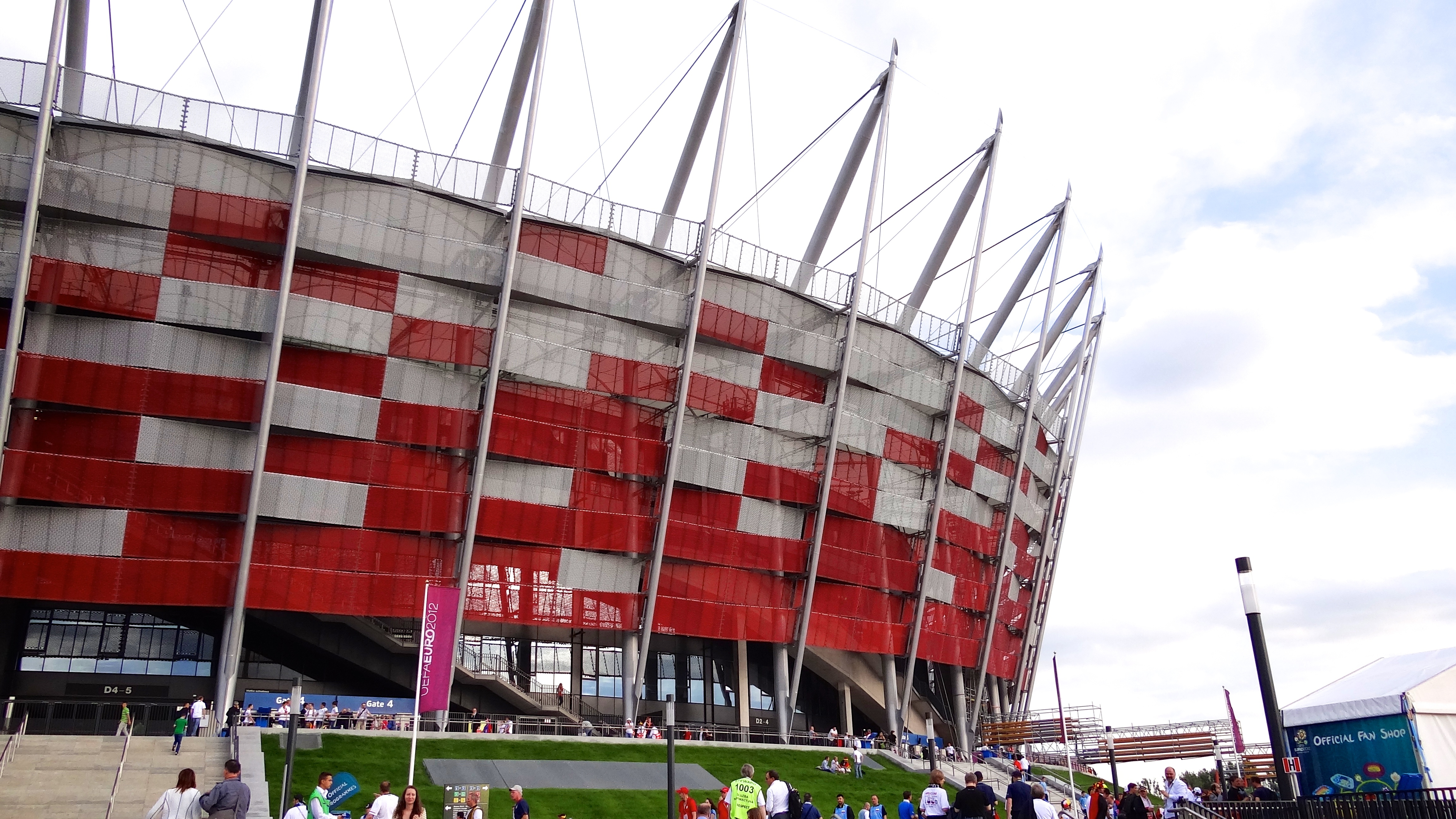
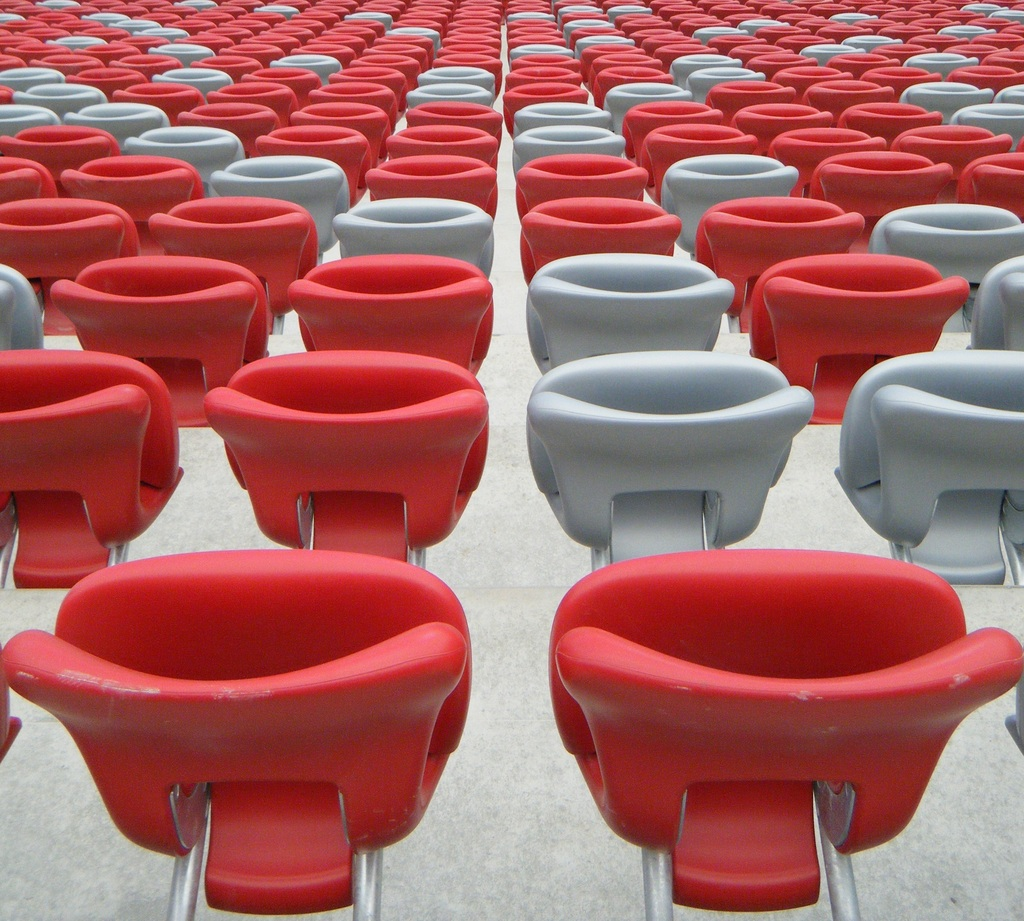
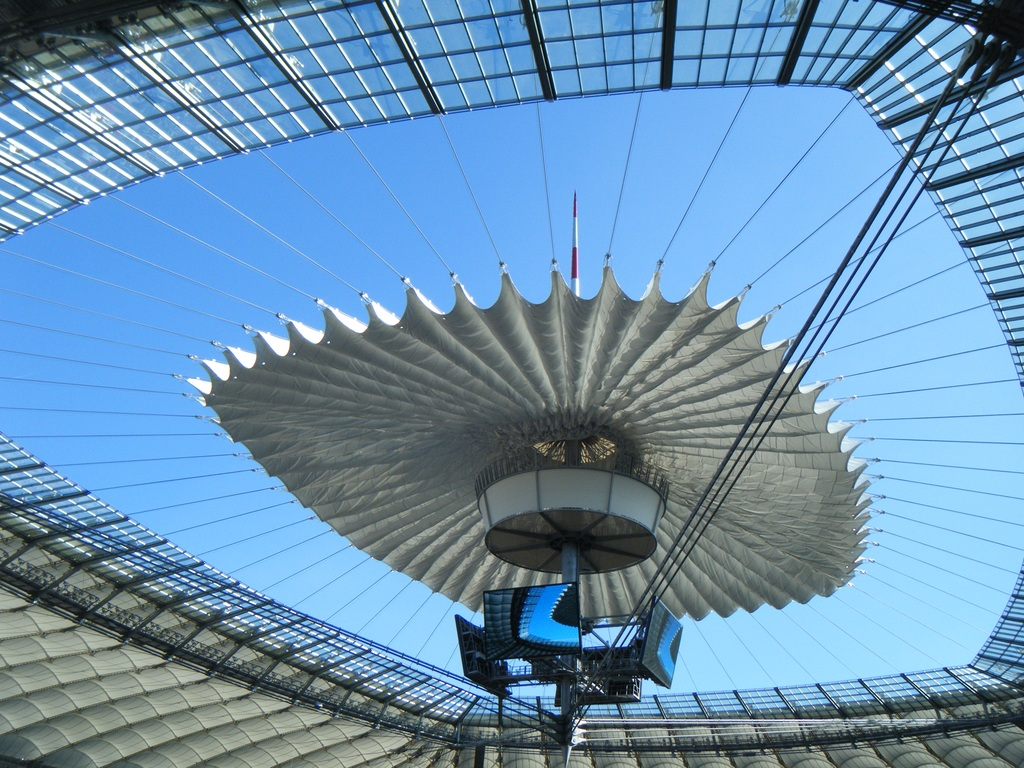
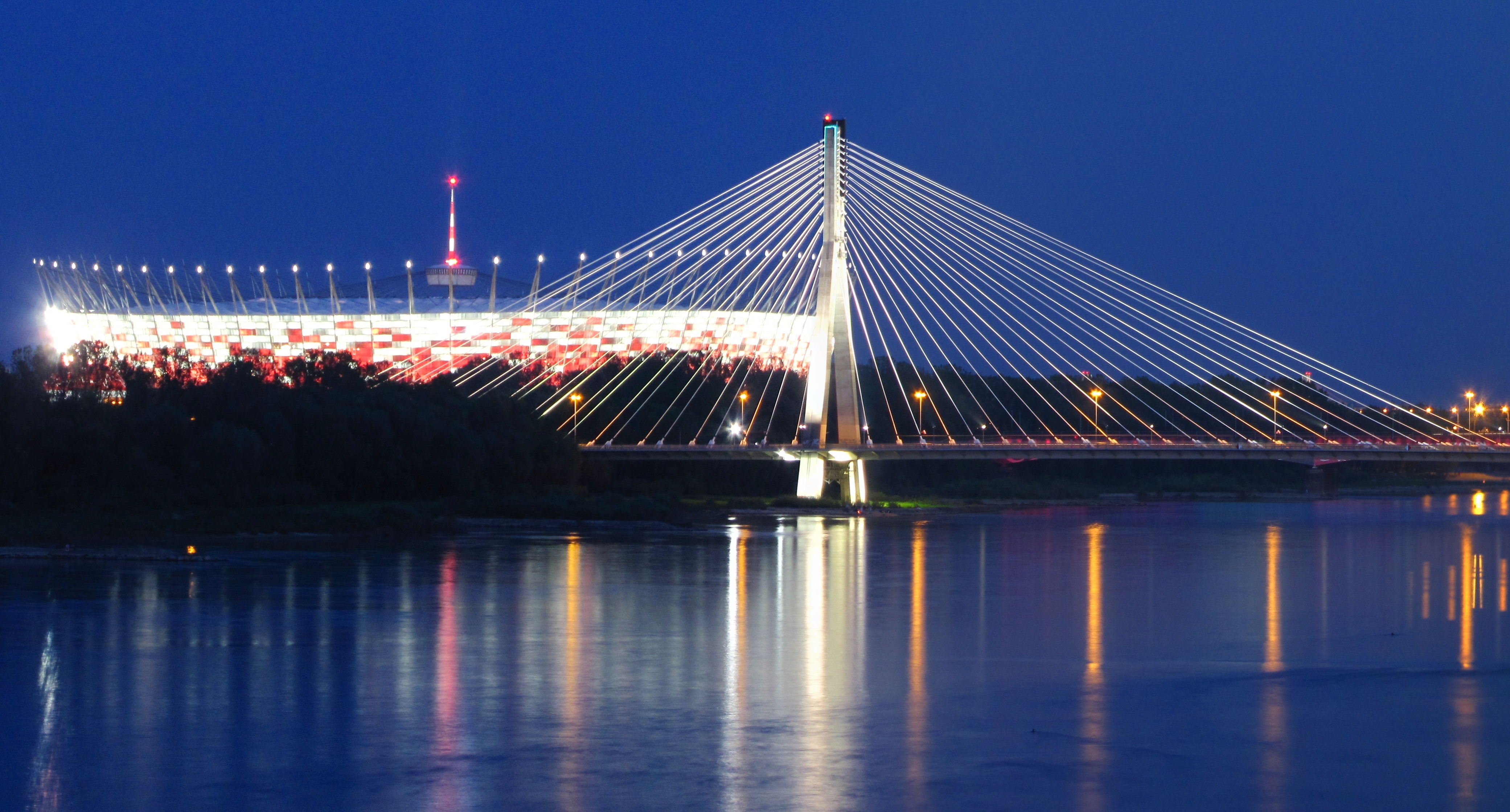
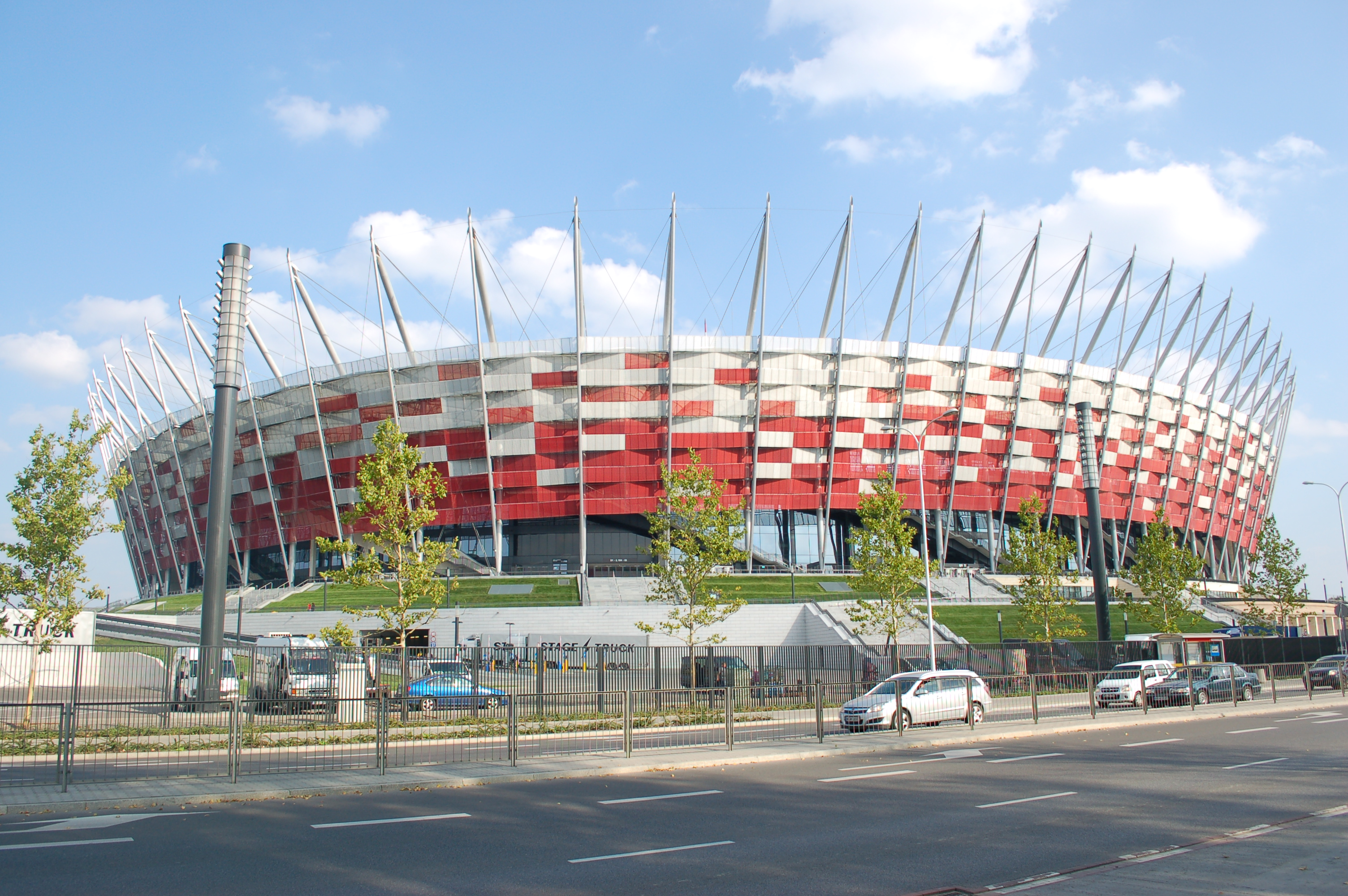
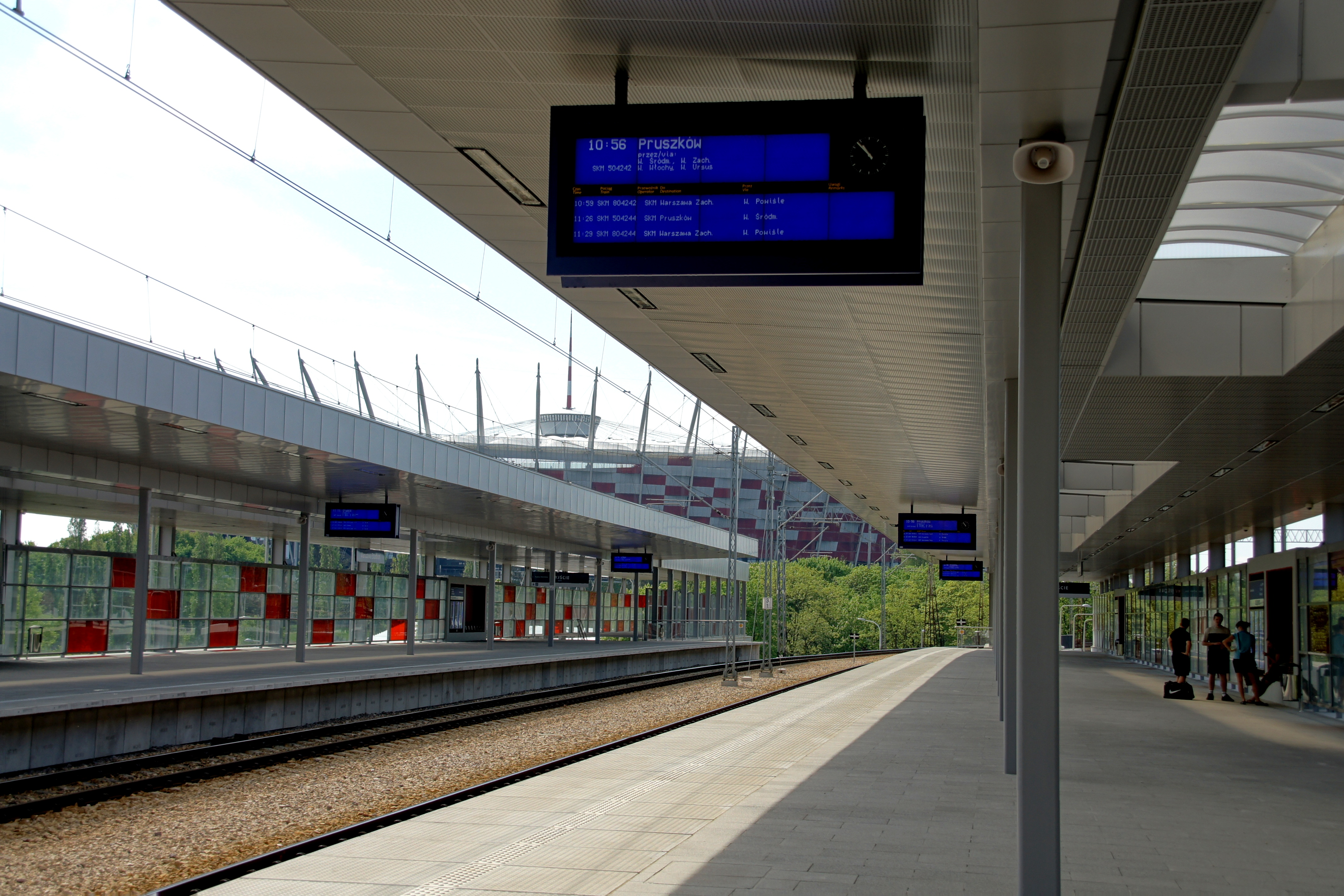

## Concertw
| Concerte pe Stadionul Național din Varșovia | Concerte pe Stadionul Național din Varșovia | Concerte pe Stadionul Național din Varșovia | Concerte pe Stadionul Național din Varșovia |
| Dată                                        | Artist                                      | Tur                                         | Spectatori                                  |
| ------------------------------------------- | ------------------------------------------- | ------------------------------------------- | ------------------------------------------- |
| 1 august 2012                               | Madonna                                     | MDNA Tour                                   | 38,699                                      |
| 19 septembrie 2012                          | Coldplay                                    | Mylo Xyloto Tour                            | 40,492                                      |
| 25 mai 2013                                 | Beyoncé                                     | The Mrs. Carter Show World Tour             | 52,136                                      |
| 22 Junie 2013                               | Paul McCartney                              | Out There! Tour                             | -                                           |
| 25 Julie 2013                               | Depeche Mode                                | The Delta Machine Tour                      | -                                           |
| 20 august 2013                              | Roger Waters                                | The Wall Live                               | -                                           |